# Portaviones ligero

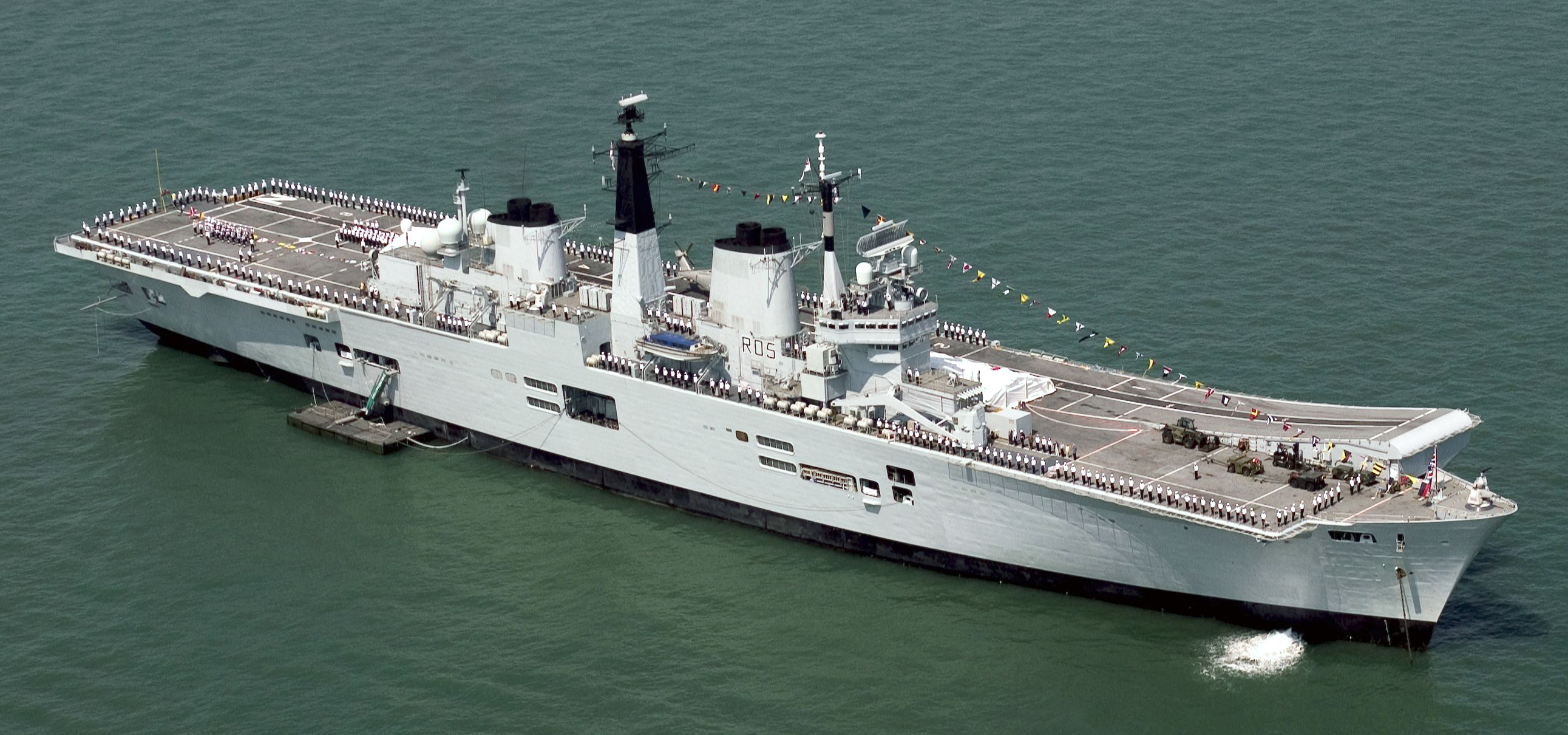
El HMS Invincible de la Royal Navy es el primer portaaviones ligero equipado con una rampa de salto de esquí.

Los portaviones ligeros son un tipo de portaviones más pequeño que los portaviones estándares de las armadas. La definición precisa varía según el país; los portaviones ligeros generalmente tienen solo ½ a ⅔ del tamaño de un portaviones completo de flota. Un portaviones ligero cumple un concepto similar al que cumplían los portaviones de escolta, sin embargo los portaviones ligeros alcanzan velocidades mayores y pueden ser desplegados como acompañamiento a portaviones convencionales como parte de la flota de escolta, o también para proveer defensa y apoyo aéreo a un convoy a una operación de asalto anfibio.

## Historia

### Segunda Guerra Mundial
En la Segunda Guerra Mundial, la Armada de Estados Unidos produjo un gran número de portaviones ligeros convirtiendo cascos de cruceros en construcción. La clase Independence de portaviones ligeros proviene, de hecho, de la conversión de los cruceros de clase Cleveland. Esta conversión no fue muy satisfactoria ya que la cubierta de aterrizaje resultante era estrecha, corta y delgada lo que los convirtió por algún tiempo en hangares flotantes superiores. Sin embargo, la clase Independence tenía la virtud de estar disponible en un tiempo en los que los únicos portaviones disponibles en el Pacífico eran el USS Enterprise (CV-6) y el USS Saratoga (CV-3) y en el Atlántico el USS Ranger (CV-4). Además, a diferencia de los portaviones escolta, los ligeros tenían suficiente velocidad para formar parte de una gran flota con portaviones más grandes. Más tarde en la guerra, un diseño siguió al de la clase Independence, la clase Saipan. Solo dos se acabaron antes de la guerra, el USS Saipan CVL-48 y el USS Wright CVL-49. Después de su breve vida fueron reconvertidos como barcos de comunicación y comando.
Por su parte, Reino Unido inició en 1942 un programa de diseño de flota de portaviones ligeros que consistió en disminuir el tamaño de su clase Illustrious. El diseño pudo ser construido en un astillero con poca o ninguna experiencia en la construcción de barcos de guerra. Aunque construidos con los estándares mercantes, el diseño incorporó mejoras sustanciales para la división de agua. Se esperaba que tuvieran un tiempo de vida aproximado de 3 años, pero finalmente se prolongaron hasta retirar el último en servicio en 2001. En el periodo posterior a la guerra, la Royal Navy operó una fuerza de diez portaviones de clase Colossus, incluyendo dos dedicados al mantenimiento. En total, quince barcos fueron construidos desde el diseño de 1942, de los cuales la mayoría fueron en la clase Colossus y alguno de la clase Majestic fueron vendidos a Argentina, Brasil, Canadá, Francia, India y Países Bajos.

### El nuevo rol de los portaviones ligeros
Hoy en día los operadores de portaviones ligeros buscan los siguientes objetivos:
- Un buque que pueda desplegarse en alta mar y sirva de punto de comandancia y control de un operativo
- Que su coste no resulte tan prohibitivo como el de un superportaviones.

El auge de los portaviones ligeros se debe a que son más baratos de construir, adquirir y operar. Por tanto, ahorran dinero a lo largo de todo su ciclo de vida. 
Como inconveniente, transportan muchos menos aeronaves, municiones y combustible de aviación. Esto supone un coste por avión mayor al de los grandes portaviones convencionales. 
La Armada de EE. UU. estudia nuevos diseños, como un Clase America de mayor tamaño (CV LX), siendo este un 45% más barato que un portaviones clase Ford. Cabe destacar que en estos portaviones ligeros no operan aparatos cisterna, equipos de guerra electrónica, ni de alerta temprana.

#### Armada de EE.UU.
La Armada de EE. UU. ha estado experimentando con los más pequeños LHD, equipados con F-35B. Esta experiencia se suma a la anterior de los AV-8B con los llamados Harrier Carrier. 
Durante la operación Iraqi Freedom se desplegaron dos LHD, los buques USS Bataan y USS Bonhomme Richard, embarcando 26 y 22 AV-8B respectivamente. Los AV-8B demostraron ser capaces de realizar misiones de apoyo aéreo y ataques de precisión, siendo un elemento importantísimo para apoyar las operaciones terrestres.
La experiencia muestra que en escenarios donde la actividad aérea enemiga y sus defensas antiaéreas sean escasas o nulas los grandes portaaviones y sus alas aéreas pueden ser reemplazados por portaviones ligeros. Por ello la Armada decidió encargar dos buques LHA, USS América y USS Trípoli, en los que se eliminó el dique inundable para incrementar espacio de hangares, almacenamiento de combustible, talleres de reparación y espacio para aviones. Debido a la presión de los Marines se volvió atrás y el tercer buque de la clase America volvió a tener un dique inundable.
Dado que puede el precio del nuevo portaviones USS Gerald R. Ford ha sobrepasado  los 14.000 millones de dólares, sustituyendo a portaviones que costaron entre 6.000 y 8.000, la Armada de EE. UU. está sopesando oficializar la existencia de portaviones ligeros. Además, la vulnerabilidad de los portaviones parece ser mayor ante las nuevas amenazas existentes. El programa FC2030 (Future Carrier 2030) analiza el mejor diseño de los futuros portaviones ligeros en los que convivirán aeronaves tripuladas y no tripuladas. El objetivo buscado es dotar a la Armada de más portaaviones.
Los costes son importantes cuando la Marina se ha puesto el objetivo de llegar a tener una flota más grande que la actual. El camino parecen ser más buques más pequeños, menor tripulación y contar con plataformas no tripuladas. 
Los portaaviones ligeros servirían para aumentar su número abaratando costes. Los portaviones ligeros descargarían de trabajo a los portaviones actuales, dedicándose a misiones en zonas con menos amenazas o que requieran de un menor poder ofensivo.

## Portaviones ligeros

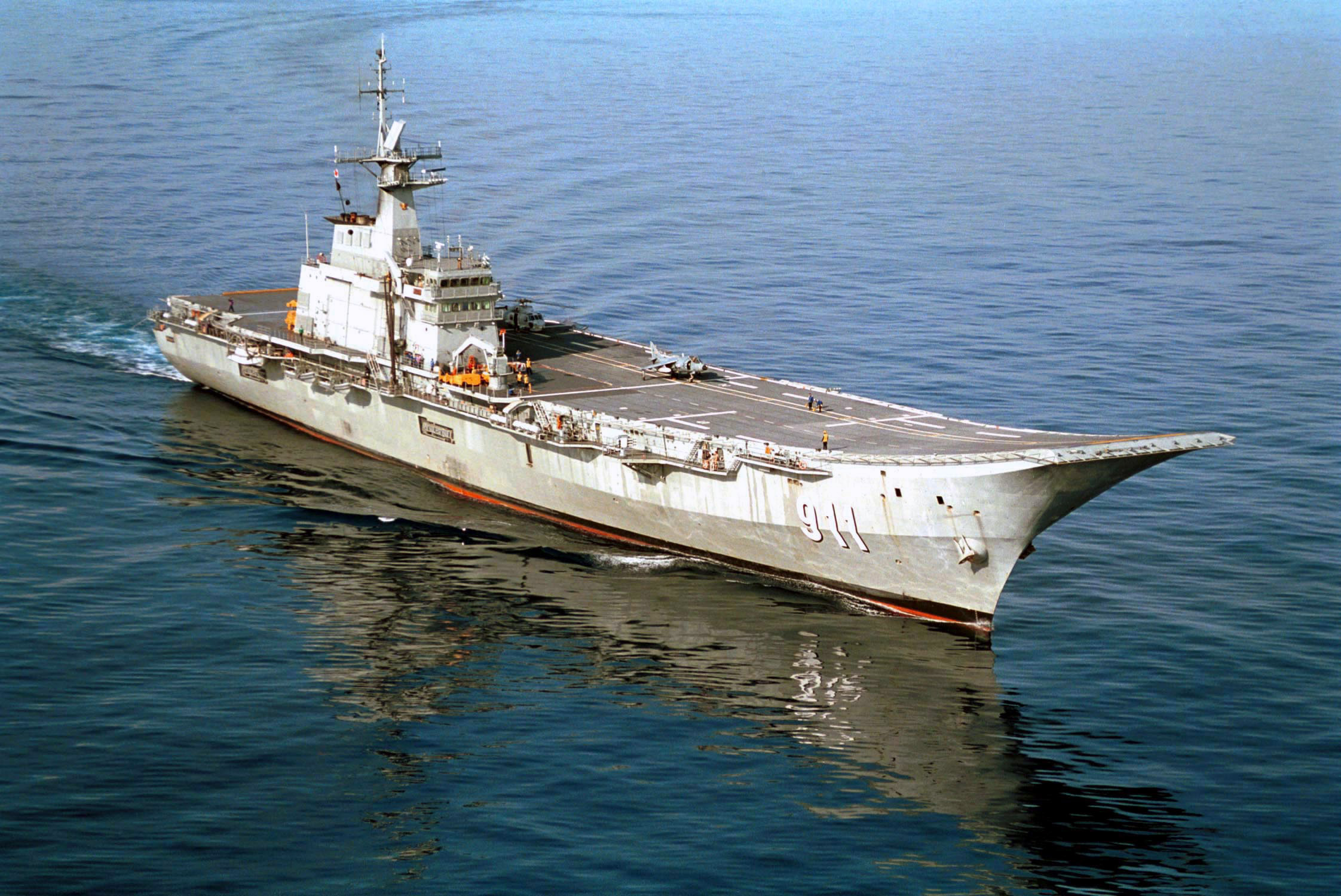
HTMS Chakri Naruebet
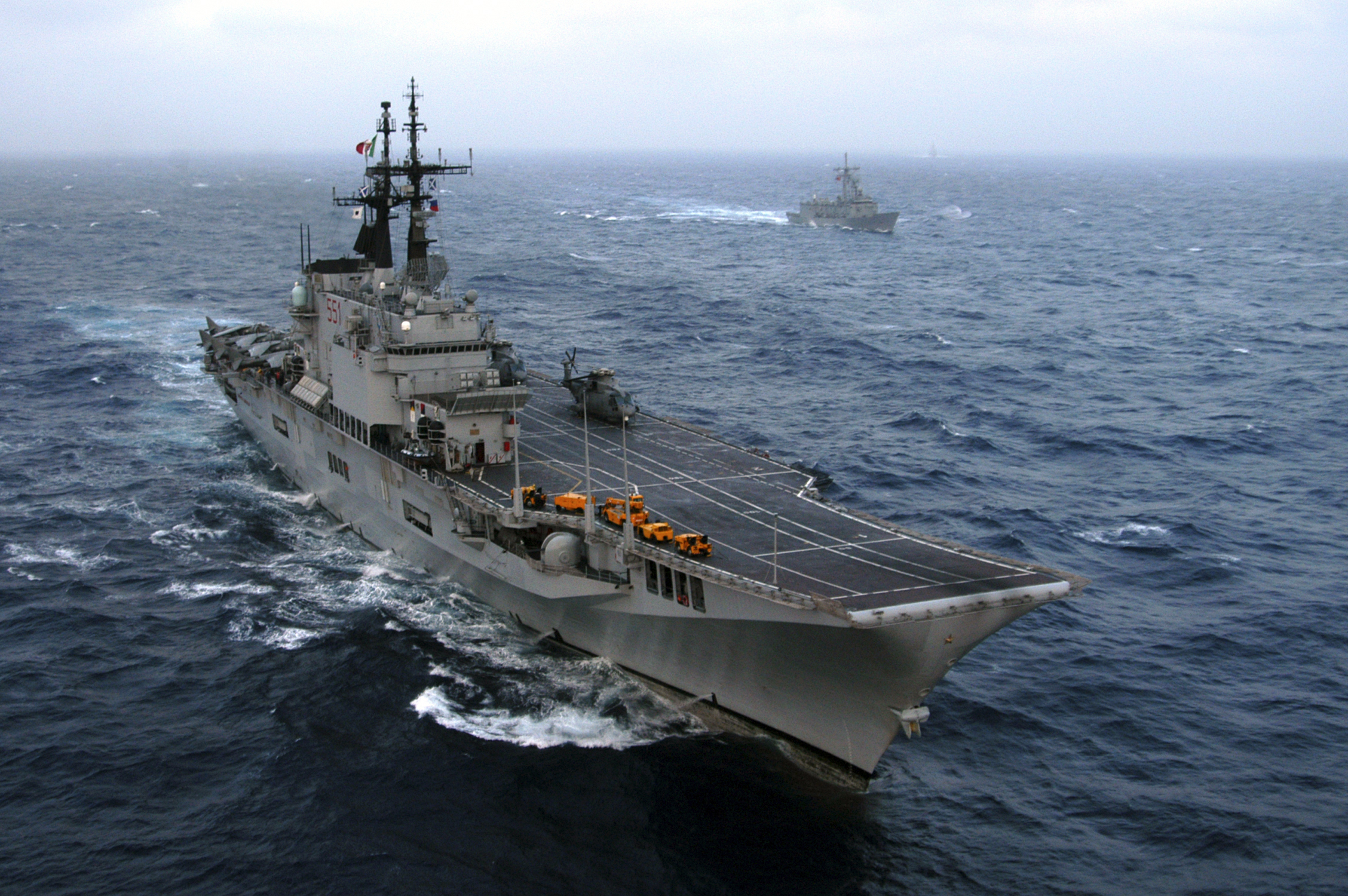
Giuseppe Garibaldi
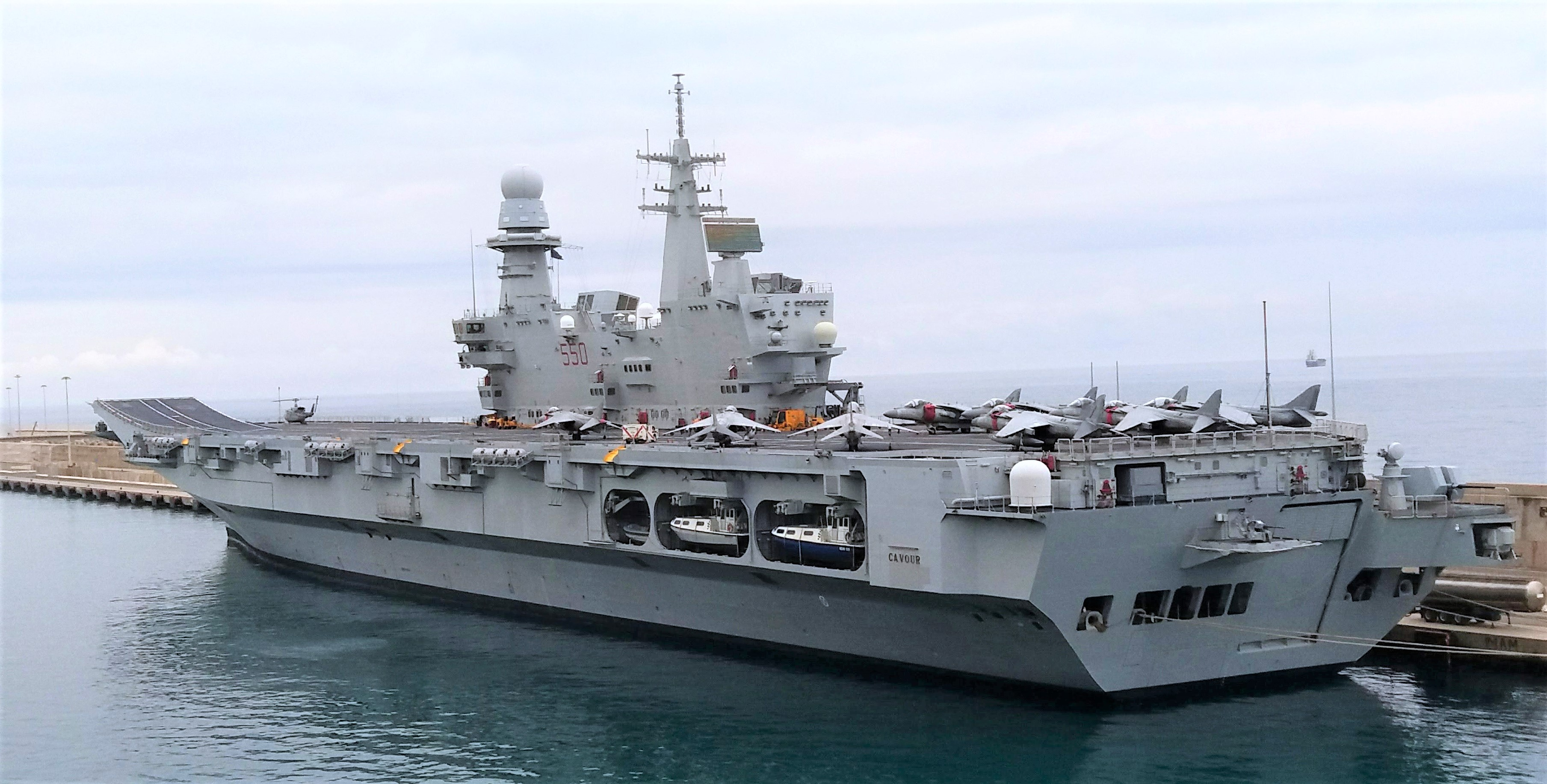
Cavour
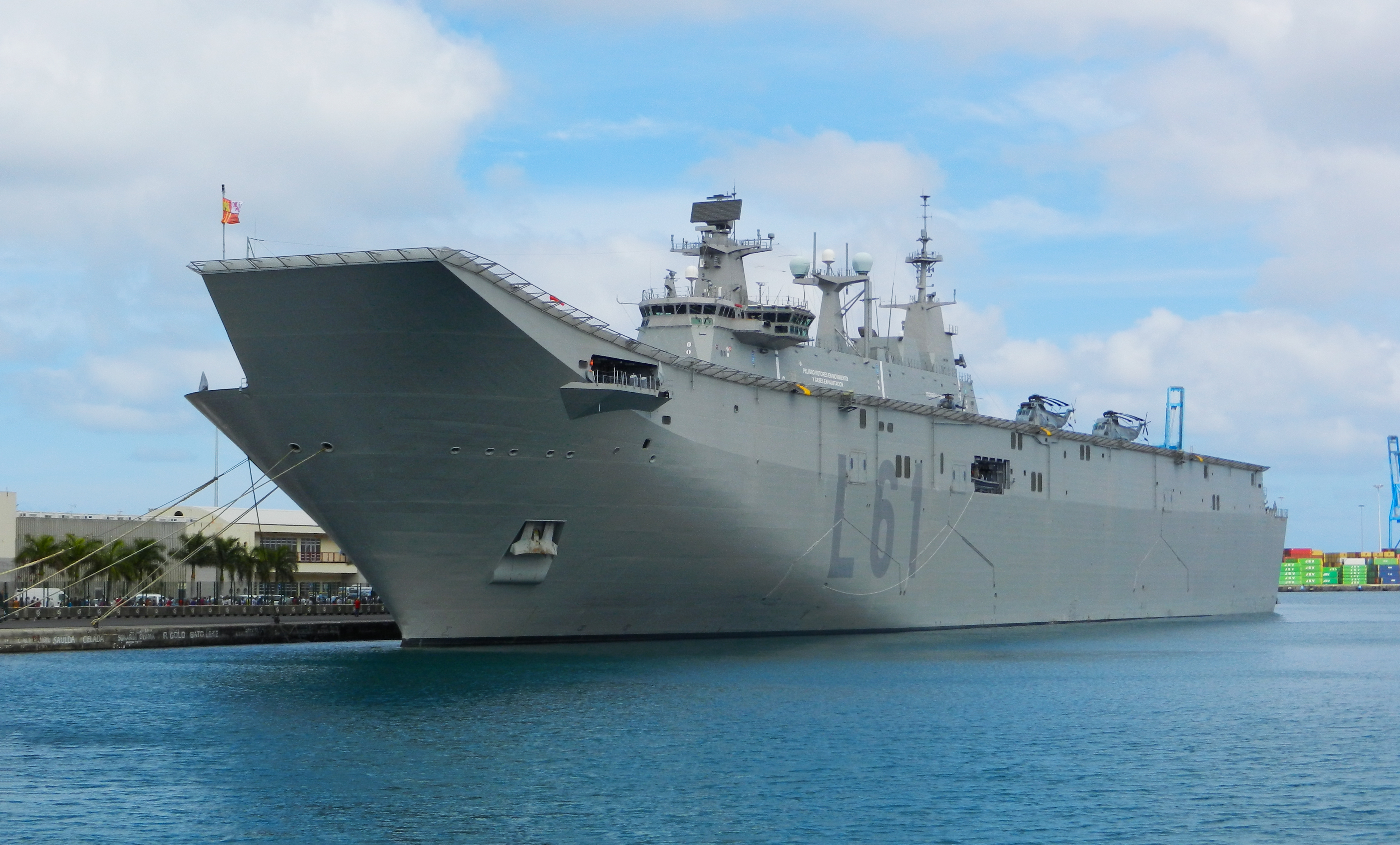
El LHD Juan Carlos I (L-61) de la Armada Española, el cual tiene tres gemelos en otras dos armadas; HMAS Canberra (L02), HMAS Adelaide (L01) y el TCG Anadolu (L-400).